# Дагана (город, Бутан)
Дагана (или Дага/Тага, дзонг-кэ དར་དཀར་ན, вайли dardkarnang, лат. dagana, англ. Dagana, Daga, Taga) — город в Бутане, административный центр дзонгхкага Дагана, с давних времён являлся столицей исторической провинции Дага.
C востока в Дагану ведёт ответвление от основной дороги Вангди-Пходранг — Дампху. До аэропорта Паро приблизительно 59 км.
Население города составляет 1146 человек (по переписи 2005 г.), а по оценке 2012 года — 1248 человек.
Среднегодовые осадки составляют 1282 мм/год. Минимальная температура 7,5 °C выше нуля, а максимальная 25,3 °C.